# Ceratocystis subannulata
Ceratocystis subannulata är en svampart som beskrevs av Livingston & R.W. Davidson. Ceratocystis subannulata ingår i släktet Ceratocystis och familjen Ceratocystidaceae.   Inga underarter finns listade i Catalogue of Life.